# Odeon (wytwórnia płytowa)
Odeon – wytwórnia płytowa założona w 1903 przez niemieckich przedsiębiorców Maxa Straussa i Heinricha Zuntza w Berlinie.
Po zakupieniu firmy Carla Lindströma (w skład której wchodziły marki Parlograph i Parlophone) całe przedsięwzięcie zostało przekształcone w spółkę Carl Lindstrom A.G. W jej skład wszedł też należący do nich Odeon oraz zakupiona we Włoszech – Fonotipia Record. Następnym krokiem było utworzenie holdingu Carl Lindstrom Company, który obejmował już Odeon, Parlophone, Beka Records, Lyrophone, Homophone i inne pomniejsze wytwórnie. W 1925 Lindstrom A.G. został częścią brytyjskiej Columbia Records, która w 1931 – razem z Gramophone Co., Electrolą, His Masters Voice i in – utworzyła EMI.

## Niemiecki Odeon w Polsce 1920 – 1939
Berliński Odeon posiadał swoje oddziały w bardzo wielu krajach świata, w tym m.in. w Polsce. Przed Odeonem działał na terenach polskich mały oddział firmy Beka Records, który prowadził działalność w Warszawie przy ul. Łuckiej w latach 1912 – 1914. Po I wojnie światowej, ok. 1920, pomieszczenia po Bece objęła właśnie filia niemieckiego Odeonu. Berlińskie kierownictwo przysyłało do Warszawy gotowe już nagrania-wzorce, które powielano na miejscu tłocząc ręcznie szelakowe kopie. W 1929 Odeon przeprowadził się do budynku przy ulicy Płockiej 13 w Warszawie, gdzie powstały biura Polskich Zakładów Fonograficznych – Odeon (firma reprezentowała też interesy innych wytwórni wchodzących w skład EMI – Columbii, Parlophonu i Homocordu). Pod tym samym adresem działało też profesjonalne studio nagrań i nowoczesna, półautomatyczna linia produkcyjna płyt. Obiekt był samowystarczalny również pod względem surowca: masa żywiczna do produkcji płyt była wytwarzana na miejscu. Odeon działał do września 1939.

## Polskie Zakłady Fonograficzne „Odeon” 1945 – 1948
W 1945 wszystko to, co zostało „opuszczone i porzucone” przez dotychczasowych właścicieli na mocy odpowiedniego dekretu (z 2 marca 1945: Dz.U. 1945 nr 9, poz. 45) przeszło na własność państwa polskiego. Rok później majątkiem państwowym stało się też oficjalnie mienie, które należało wcześniej do obywateli niemieckich lub też przez nich było kontrolowane (co znów ogłoszono odpowiednim dekretem z 8 marca 1946: Dz.U. 1946 nr 13, poz. 87).
Miesiąc po zakończeniu niemieckiej okupacji Warszawy, w lutym 1945, na terenie fabryki przy Płockiej działali już Polacy, którzy pod kierownictwem (od 22 lutego) Eugeniusza Witkowskiego organizowali polskie – już nie tylko z nazwy – przedsiębiorstwo. W tym początkowym okresie zakłady podlegały Centralnemu Zarządowi Przemysłu Metalowego. 20 czerwca 1945 funkcję dyrektora powierzono Mieczysławowi Wejmanowi, który kierował pracami Polskich Zakładów Fonograficznych „Odeon” w latach 1945 – 1946. Wejman wraz z rodziną mieszkał wtedy w Poznaniu, gdzie jednocześnie organizował swoją własną wytwórnię płyt nazwaną Mewa.
W czerwcu 1945 przy Płockiej uruchomiono ręczną tłocznię i ukazały się pierwsze płyty polskiego Odeonu. Nowych nagrań z oczywistych względów nie było, wykorzystywane więc były stare, ocalałe matryce z materiałem zarejestrowanym jeszcze przed wojną. Także naklejki jakimi opatrywano płyty miały ten sam wzór: na granatowym lub wiśniowym tle klasyczna budowla, z napisem Odeon w podstawie. Zmieniono oczywiście dawny system numerowania: po literze N następował ciąg cyfr, z których dwie pierwsze oznaczały rok produkcji (45 – rok 1945), a dopiero kolejne były właściwym numerem katalogowym. Pierwszej płycie nadano więc numer 45001. Była to dwuczęściowa wiązanka melodii zatytułowana „Polskie kwiaty” (w opracowaniu Wojciecha Osmańskiego). Napis na naklejce informował, że wykonawcą jest orkiestra pod dyrekcją Sielskiego. Było to nagranie Odeonu dokonane przed wojną, a Reprezentacyjną Orkiestrą Policji Państwowej m. st. Warszawy kierował jej wieloletni dyrygent Aleksander Sielski.
W 1945 Odeon wydał 245 tytułów. Były to, podobnie jak płyta z numerem 1, dawne nagrania z zachowanych starych matryc. W 1946 ukazało się 11 nowych płyt (wszystkie matryce do nich powstały jesienią 1946 w poznańskiej Mewie, która posiadała swoje studio i sprzęt nagrywający). Pierwszy katalog nagrań, jakimi dysponowały Polskie Zakłady Fonograficzne „Odeon” ukazał się w 1946, kolejny – wydany w grudniu 1947 – obejmował ok. 250 pozycji (nowych i wznowień).
We wrześniu 1946 wytwórnia (głównie ze względu na wymagania cenzury, która nad takim obiektem musiała sprawować szczególny nadzór) podlegała już Ministerstwu Kultury i Sztuki. Tworzyła część Zjednoczonych Zakładów Przemysłu Muzycznego w Warszawie.
Gdy zakłady przy Płockiej mogły już prowadzić normalną działalność, Wejman stracił pracę. W 1947 szefem wytwórni został Olgierd Straszyński. W książce „Piosenka przypomni ci” Dariusz Michalski pisze, że Straszyński był kierownikiem, ale muzycznym (s. 158).
21 kwietnia 1948 nazwę wytwórni zmieniono na Zakłady Fonograficzne w Warszawie. Na naklejkach płyt również pojawiły się zmiany. Dawną kopułę zastąpiono klasycznym odeonem, przed którym pojawiła się kobieca postać (trzymany przez nią instrument – aulos wskazuje, że jest to Euterpe, muza poezji lirycznej i gry na aulosie (bądź flecie). Napis w podstawie budynku to MUZA i tak też zaczynają być nazywane całe zakłady.

## Dyskografia (wybór)
- N 45001 Orkiestra p/d Sielskiego: Polskie kwiaty cz.I / Polskie kwiaty cz.II
- N 45006 Janusz Popławski (a), Bob i Harris (czyli Albert Harris i Stefan Bob) (b) i Orkiestra Taneczna Odeon (a, b): Za rok / Czar gitary
- N 45007 Orkiestra Taneczna Odeon: Motylek / Na przedmieściu domek mały
- N 45009 Janusz Popławski i Orkiestra Taneczna Odeon: W tę noc / Przyjdź walczyku
- N 45013 Chór Dana (a), Orkiestra Salonowa (b): Smutne tango / O zmierzchu
- N 45029 Orkiestra Dęta Legii Akademickiej (a), śpiew z tow. orkiestry – piosenka ludowa (b): Trzeci Maj / W poniedziałek rano
- N 45032 Chór Eryana: Cztery małe krasnoludki (bajka dla dzieci) / Królewna, król i paź (bajka dla dzieci)
- N 45044 Chór Dana (a), Orkiestra Dajos Bela: Krakowskie tango / Hiszpańska dziewczyna
- N 45049 Albert Harris i Orkiestra Taneczna Odeon (a), Wiera Gran z tow. orkiestry: Gdy radio w pokoiku gra Wir tańca nas porwał
- N 45059 Adam Aston i Orkiestra Taneczna Odeon: I tak mi ciebie żal / To był tylko żart
- N 45060 Orkiestra Taneczna Odeon z refrenem (Albert Harris i Stefan Bob)- b: ? / Kto wie
- N 45075 Stefan Witas i Orkiestra taneczna Odeon: Jaśminy / Daj mi tylko jedną noc
- N 45090 Adam Aston i Orkiestra Taneczna Odeon: Wino, walc i ty / Walc o miłości
- N 45091 Janusz Popławski i Orkiestra Taneczna Odeon: To samo niebo / Nie każdy ma w miłości szczęście
- N 45106 Duet harmonistów (a), Orkiestra taneczna Odeon (b): Marysieńka / Na zielonej trawce
- N 45120 Janusz Popławski i Orkiestra Taneczna Odeon: Skrzypeczki w nocy / Jak drogie są wspomnienia
- N 45141 Orkiestra Taneczna Dajos Bela (a), Orkiestra taneczna z organami Wurlitzera (b): Wiedeńczycy / Wiązanka walców J. Straussa
- N 45165 M. Modzelewska (sporan): Kto inny nie umiałby tak dręczyć jak ty / Awans dla panny
- N 45169 Adam Aston i Orkiestra Taneczna Odeon: To był tylko żart / Gdy jestem z tobą
- N 45173 Orkiestra Taneczna Odeon: Jak cicho / Księżyc zna
- N 45221 Chór kościoła Św. Krzyża w Warszawie: Wśród nocnej ciszy / Gdy się Chrystus rodzi